# 毒蛇
毒蛇（venomous snakes）是指所有能分泌特殊毒液的蛇類。

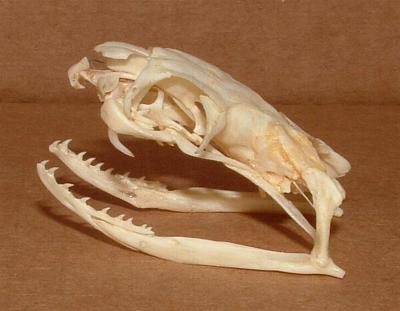
眼镜王蛇头骨的侧面图，显示出毒牙

## 毒素成分
蛇毒一般是以蛋白質為主的複合物質，平常貯存在顱腔內的毒素腺中。所有毒蛇體內的毒素腺都會透過體內的管道，把毒素傳送到上顎的空心牙齒中。幾乎所有蛇毒都蘊含「玻璃酸酶」，這是一種會令毒素迅速擴散的酶素。目前所有毒蛇的毒素成分，主要可分為細胞毒素（如出血毒素）、神經毒素及肌肉毒素（亦有混合型毒素），這些毒素會直接攻擊生物的神經系統及肌肉系統，亦可能導致呼吸系統障礙、肌能麻痺，最終令生物死亡。毒蛇多擁有前列管溝尖牙，能讓毒囊中的毒液透過空心的溝牙流出，有效地向生物注射毒素。
毒蛇可分為神經性毒蛇、出血性毒蛇。神經性毒蛇是指毒液屬於神經毒素的毒蛇，這類毒蛇毒牙很短，被咬後傷口不痛不腫且會疲倦，嚴重時可能也會致命，常見的神經性毒蛇有雨傘節、眼鏡蛇。出血性毒蛇是指毒性屬於出血性的毒蛇，這類毒蛇毒牙長，被咬後毒液會破壞血小板，傷口血液會無法凝固局部腫脹、疼痛、出血或起水泡，雖然神經性毒蛇普遍在LD50測試中結果更低，但出血性毒蛇的毒液比神經性毒蛇的所引致的後遺症更嚴重，經常導致肢體壞死、需要截肢的情況，這種常見的有百步蛇、龜殼花、青竹絲。而鎖鏈蛇則是以出血毒為主亦有神經毒症狀。

## 毒蛇的威脅
世界上的毒蛇大多為人類所忌憚，而不少人會以毒蛇的毒性來評定其危險性，但這並非絕對，一種毒蛇對人類的威脅性是要根據很多因素來評定的，除毒素威力外，也要考慮輸毒量的多寡、咬擊意願、性情態度、與人類接觸的頻密程度等因素。例如鋸鱗蝰、鎖蛇等的毒性雖不及內陸太攀蛇，但卻因分佈地廣泛且接近民居而比內陸太攀蛇造成更多的蛇傷個案。
關於蛇的毒性排名，目前有很多種說法，但很難有一個準確。LD50是最常用來測試蛇毒毒性的方法，其主要是用白鼠來做實驗，因此測試結果並不一定能絕對反映該品種的毒液對人類的影響，有些品種可能對鼠類的影響很大，但對人類卻是另一回事；再者，很多數據也在不斷地改變。不過，LD50是目前世上最被公認的測試方法之一，其可作為一個參考。
治療及對抗體內蛇毒的最佳方法，一般是注射針對每種毒蛇毒素而特製的血清，以平衡或阻止毒素在人類體內所產生的各種負面效果。但目前並不是每種毒蛇都有其專屬的療毒血清存在。
至於其他的蛇類，如蚺科和蟒科，本身沒有毒性，然而牠們長而鋒利的牙齒能刺破皮膚，令口中的細菌進入動物體內，從而引致疾病。

## 毒蛇的種類
在已知的超過600種有毒動物中，有四分之一是蛇類。以下列出了一些主要的毒蛇。

| 屬                     | 簡介                                                                       |
| ---------------------- | -------------------------------------------------------------------------- |
| 穴蝰（Atractaspidids） | 隸屬真蛇下目，平常居於洞穴中。                                             |
| 黃頷蛇科（Colubrids）  | 並不是所有的新蛇都有毒，只有某幾種有毒，而且多數新蛇對人類的威脅並不算大。 |
| 眼鏡蛇科（Elapids）    | 太攀蛇、擬眼鏡蛇、眼鏡王蛇、曼巴、珊瑚蛇、海蛇等都是著名的毒蛇。           |
| 蝰科（Viperids）       | 蝰蛇也是主要的毒蛇之一，以響尾蛇、膨蝰等為代表。                           |

## 其他資訊
- 人們一般認為毒蛇的毒素對生物而言是稍沾即危，然而事實上毒蛇的毒液只能在接觸生物血液時才能起到相應作用，一般將毒液加以飲用並不會對人體造成明顯傷害。[2]

- 在華人社群坊間，有說法指蛇類頭部呈三角形者就是毒蛇，而呈橢圓形者則並非毒蛇，這說法其實有欠準確（如部分有劇毒的海蛇頭部就是橢圓形的）。在美國，亦有人因為珊瑚蛇（毒蛇）及王蛇（非毒蛇）容易被混淆，而編撰出一段順口溜，指出只要分清兩種蛇類的體紋色帶排列次序，就可分辨兩者，這說法亦僅限於北美洲部分地區才能應驗，在其它國家則未必可以徵信。

- 一些蛇類的毒素由於對人體血液的凝血功能有明顯的影響，因此在醫學上有一定的實用價值。比較著名的例子有「鋸鱗蝰素（Echistatin）」及「蛇島蝮毒凝血酶（G1oshedobin）」等。